# Grellada
Grellada is een geslacht van vlinders van de familie spinners (Lasiocampidae).

## Soorten
- G. enigmatica (Hering, 1941)
- G. imitans (Aurivillius, 1893)
- G. marshalli (Aurivillius, 1902)